# Пйонтек (гміна)
Гміна Пйонтек (пол. Gmina Piątek) — місько-сільська гміна у центральній Польщі. Належить до Ленчицького повіту Лодзинського воєводства.
Станом на 31 грудня 2011 року у гміні проживало 6305 осіб.

## Площа
Згідно з даними за 2007 рік площа гміни становила 133.47 км², у тому числі:
- орні землі: 83.00%
- ліси: 8.00%

Таким чином, площа гміни становить 17.24% площі повіту.

## Населення
Станом на 31 грудня 2011:
| Опис     | Загалом | Загалом | Чоловіки | Чоловіки | Жінки | Жінки |
| -------- | ------- | ------- | -------- | -------- | ----- | ----- |
| одиниця  | осіб    | %       | осіб     | %        | осіб  | %     |
| все      | 6305    | 100     | 3113     | 49.37    | 3192  | 50.63 |
| міське   | 0       | 100     | 0        |          | 0     |       |
| сільське | 6305    | 100     | 3113     | 49.37    | 3192  | 50.63 |

## Сусідні гміни
Гміна Пйонтек межує з такими гмінами: Бедльно, Беляви, Ґловно, Ґура-Свентей-Малґожати, Зґеж, Кшижанув, Озоркув.